# Selgen Sthyr
Rasmus Selgen Sthyr (født 25. februar 1837 i Frederikshavn, død 17. januar 1922 i København) var en dansk grosserer.
Han var søn af apoteker Hans Hald Sthyr og Hansine Birgitte Bay og bror til biskop H.V. Sthyr. Han kom i lære hos L. M. Jacoby i Ålborg og blev i 1856 ansat hos Frantz Th. Adolph i København og ti år senere stiftede han sammen med Peter Bernhard Kjær, firmaet Sthyr & Kjær.
Sthyr og Kjær handlede i mange år med sukker, deriblandt rørsukker fra Vestindien som Moses & Søn G. Melchior importerede, og i 1881 flyttede de ind i en ejendom på Rådhusstræde 13.
I 1888 tog Sthyr initiativ til dannelsen af en sodafabrik, som i 1896 omdannedes til et aktieselskab, og i 1896 anlagde firmaet, sammen med Moses Melchior, en sukkerfabrik i Maribo. I 1899 byggede de en fabrik for kartoffelmel i Holstebro, som de senere lod  ombygge til sukkerraffinaderi. 
Sukkerfabrikken i Maribo overtoges i 1898 af De Danske Sukkerfabrikker, og virksomheden i Holstebro flyttede i 1912 til København efter en brand.
Da Kjær udtrådte af firmaet i 1894 blev Sthyrs søn Hans Hald Sthyr medindehaver.
I 1919 trak sig Sthyr fra virksomheden og firmaet omdannedes til et aktieselskab med Hans Hald Sthyr som formand for bestyrelsen. Det var i mange år et af landets største indenfor kolonialvarer og leverandør til CENTRA og SPAR. I 1987 overtoges firmaet af Lund & Rasmussen og videreførtes som Dagros, senere Dagrofa.

## Andre hverv
Sthyr var i mange år medlem af Nationalbankens repræsentantskab og sad i bestyrelsen for Dansk Eksportforening og Plantageselskabet Dansk-Vestindien. Han sad desuden i bestyrelsen for Den danske forening til evangeliets forkyndelse for skandinaviske sømænd i fremmede havne.
I 1893 stiftede han et hjem for alkoholikere på gården Godthåb ved Holstebro. 
Sthyr blev gift med Henriette Marie Welsch den 19. juni 1867. Han blev Ridder af Dannebrog i 1892 og Dannebrogsmand i 1917.
Han er begravet på Frederiksberg Ældre Kirkegård.
Sthyr er afbildet på P. S. Krøyers maleri Fra Københavns Børs.